# Sinocyclocheilus grahami
Sinocyclocheilus grahami е вид лъчеперка от семейство Шаранови (Cyprinidae). Видът е критично застрашен от изчезване.

## Разпространение
Разпространен е в Китай (Юннан).